# Caenis johannae
Caenis johannae is een haft uit de familie Caenidae. De wetenschappelijke naam van de soort is voor het eerst geldig gepubliceerd in 1996 door Malzacher.
De soort komt voor in het Afrotropisch gebied.